# Memory Wax
Memory Wax är ett svenskt danskompani för modern dans, grundat år 2004 med bas i Malmö.
Memory Wax producerar årligen ett antal produktioner för vuxna och barn med eget kompani och i samarbete med andra kompanier, till exempel sedan 2006 återkommande med Danza Teatro Retazos i Havanna, Kuba. Man arbetar med ett starkt visuellt uttryck och ett avskalat, teatralt rörelsespråk och använder gärna till exempel film som del av scenbilden. Grundare, konstnärliga ledare och koreografer är Miguel Azcue och Johanna Jonasson. Kompaniet turnerar mycket inom Sverige och internationellt, såsom i Danmark, Storbritannien, Ryssland, Tjeckien, Spanien, Peru, Ecuador, Libanon och Kuba.
Memory Wax fokuserar också på att hitta nya mötesplatser mellan publik och dansare genom verksamheten Reach Out. Där ingår till exempel utomhusprojekt som dansfestivalen Transit – Stad i rörelse i Malmö 2006-08 tillsammans med dansgruppen Rörelsen, City Hoppers möte mellan dans, musik och arkitektur i olika städer och den lekfulla Lek i solen för barn och vuxna. I Havanna driver man dessutom det dans- och samhällsutvecklande EU–projektet Retazos Evoluziona.
Deras produktion Legenden om Sally Jones, i samarbete med Teater 23 och regissören Harald Leander 2012, tilldelades Kvällspostens Thaliapris och nominerades till Nöjesguidens scenpris 2012.